# جون جنكينز (لاعب كرة قاعدة)
جون جنكينز (بالإنجليزية: John Jenkins)‏ هو لاعب كرة قاعدة أمريكي، ولد في 7 يوليو 1896 في بوسوورث في الولايات المتحدة، وتوفي في 3 أغسطس 1968 في كولومبيا في الولايات المتحدة.

## وصلات خارجية
- جون جنكينز على موقعبيزبول رفرنس.كوم (الدوري الرئيسي) (الإنجليزية)
- جون جنكينز على موقعبيزبول رفرنس.كوم (الدوري الثانوي) (الإنجليزية)